# Tour der neuseeländischen Rugby-Union-Nationalmannschaft nach Südamerika 1976
| Tour der All Blacks nach Südamerika 1976 | Tour der All Blacks nach Südamerika 1976 | Tour der All Blacks nach Südamerika 1976 | Tour der All Blacks nach Südamerika 1976 | Tour der All Blacks nach Südamerika 1976 |
| Übersicht                                | S                                        | G                                        | U                                        | N                                        |
| ---------------------------------------- | ---------------------------------------- | ---------------------------------------- | ---------------------------------------- | ---------------------------------------- |
| Sonstige Spiele                          | 9                                        | 9                                        | 0                                        | 0                                        |
| Gesamt                                   | 9                                        | 9                                        | 0                                        | 0                                        |

Die Tour der neuseeländischen Rugby-Union-Nationalmannschaft nach Südamerika 1976 umfasste eine Reihe von Freundschaftsspielen der All Blacks, der Nationalmannschaft Neuseelands in der Sportart Rugby Union. Das Team reiste im Oktober und November 1976 durch Argentinien und Uruguay. Es bestritt neun Spiele, die es alle für sich entschied. Dazu gehörten zwei Begegnungen mit der argentinischen und eine mit der uruguayischen Nationalmannschaft, die jedoch vom neuseeländischen Verband bis heute nicht als Test Matches anerkannt werden.

## Spielplan
- Hintergrundfarbe grün = Sieg

(Ergebnisse aus der Sicht Neuseelands)
| # | Datum             | Gegner                         | Ort                   | Stadion                      | Ergebnis |
| - | ----------------- | ------------------------------ | --------------------- | ---------------------------- | -------- |
| 1 | 12. Oktober 1976  | Uruguay                        | Montevideo            | Estadio Centenario           | 64:3     |
| 2 | 16. Oktober 1976  | Unión de Rugby de Buenos Aires | Buenos Aires          | Estadio Ferro Carril Oeste   | 24:13    |
| 3 | 20. Oktober 1976  | Seleccionado del Interior      | Córdoba               | Estadio Julio César Villagra | 30:13    |
| 4 | 23. Oktober 1976  | CA San Isidro                  | Buenos Aires          | Estadio Ferro Carril Oeste   | 37:3     |
| 5 | 27. Oktober 1976  | Unión de Rugby de Tucumán      | San Miguel de Tucumán | CA Concepción                | 51:15    |
| 6 | 30. Oktober 1976  | Argentinien                    | Buenos Aires          | Estadio Ferro Carril Oeste   | 21:9     |
| 7 | 03. November 1976 | Unión de Rugby de Rosario      | Rosario               | Jockey Club de Rosario       | 43:4     |
| 8 | 06. November 1976 | Argentinien                    | Buenos Aires          | Estadio Ferro Carril Oeste   | 26:6     |
| 9 | 09. November 1976 | Unión de Rugby de Cuyo         | Mendoza               | Club Marista                 | 25:6     |